# 追赶跑跳蹦
《追赶跑跳蹦》（又译作）是一款由南梦宫制作的平台类游戏。游戏先于1985年，基于南梦宫Pac-Land硬件的街机上发行。后游戏移植至其他平台。游戏于1986年12月16日在日本地区FC游戏机发行。
玩家控制着一个称为跑步者（Runner）的人。他必须在规定的时间内跑完赛程。在跑步的同时，他必须避免触及障碍物并且收集饮料罐。在游戏中，跑步的动作是自动的，玩家需要躲避障碍物。
续作《飛趕跑跳蹦》于2010年公布，原定对应PlayStation 3和Xbox 360平台，但2012年宣布中止开发。